# 다윈섬

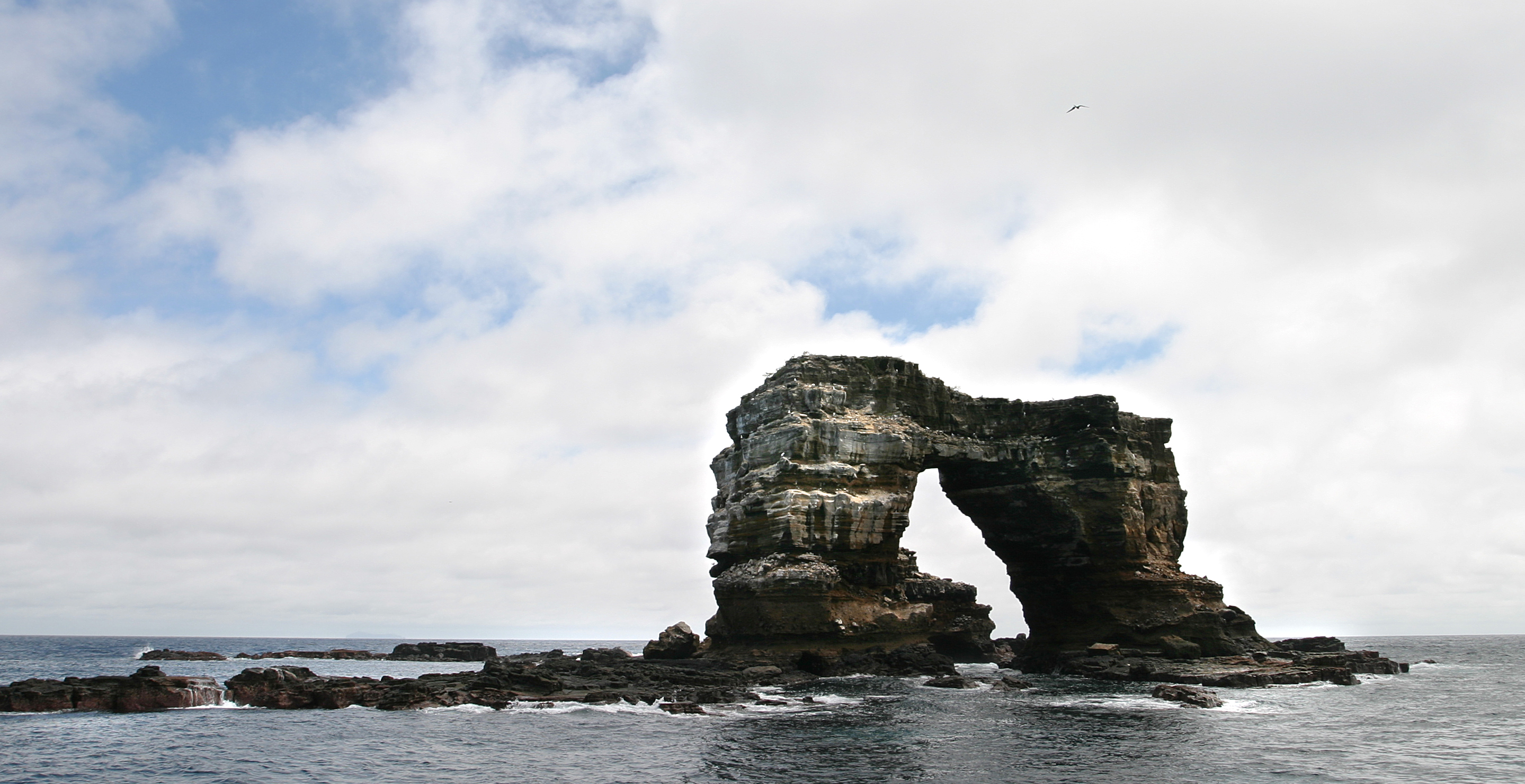

다윈섬(Darwin Island)은 갈라파고스 군도 내에서는 가장 작은 섬이다. 상륙할 마른 땅이 없기 때문에 다윈 섬의 주요 볼거리는 태평양이며, 이곳에서 넓게 무리를 이루며 엿볼 수 있는 해양생물의 다양성을 볼 수 있다. 종종 다윈 섬과 울프 섬은 다윈과 울프 또는 다윈-울프라고 한다.
이 섬이 지도에 표시는 되어 있지만, 처음에는 해군지도에 컬피퍼 섬(Culpepper Island)이라는 이름만 남아 있었고, 이 섬의 최초의 방문자는 1964년에 헬기를 이용해 착륙한 사람들이었다.

## 지리
다윈 섬은 해발 165m big long island 달하는 사화산의 흔적이며, 갈라파고스 본 섬들의 북서쪽에 갈라파고스 플랫폼에서 갈라파고스 스프레딩 센터에 이르기까지 울프-다윈 선상에 위치하고 있다.
다윈 섬의 형성은 갈라파고스 섬의 형성과는 다르다. 현재 이 선상의 형성에 두가지 이론이 있는데, 첫째는 갈라파고스 주요 섬들을 형성한 맨틀에서 뿜어나온 용암분출이 갈라파고스 스프레딩 센터 쪽으로 수로를 만들면서 형성되었다는 것과 또 다른 용암 분출로 인해 만들어졌다는 설이다.